# N29 (Guinea)
Die N29 ist eine Fernstraße in Guinea, die in Dabola an der Ausfahrt der N1 beginnt und in Faranah an der Zufahrt zu einer untergeordneten Straße (N.1) endet. Sie ist 107 Kilometer lang.